# Akodon varius
Akodon varius é uma espécie de roedor da família Cricetidae.
Apenas pode ser encontrada na Bolívia.